# TS/A
TS/A是一種具有中等細胞分化能力的小鼠乳腺癌細胞系，最初在1983年分離自一隻二十個月大的雌性BALB/c小鼠的自發性腫瘤。在1990年代，它被廣泛用作轉導細胞因子基因及其他具有免疫學意義的基因的受體細胞系，以生產誘導着抗腫瘤免疫反應的重組實驗疫苗。因為具有異質性、低免疫原性及低轉移能力的特性而使其適合作為臨床前模型，並且可以應用於研究腫瘤-宿主相互作用和基因治療方法等。 

## 特徵
TS/A細胞具有三倍體的核型，並且在270位密碼子的位置帶有已突變的p53蛋白，而大約三分之一的TS/A細胞均會表達癌症幹細胞標記物Sca-1，有研究發現Sca-1的表達幾乎為陰性的TS/A細胞能被干擾素-γ誘導，使其也能夠表達Sca-1。TS/A細胞表達雌激素受體和內源性鼠類p185-erbB2產物。

## 科研方面
當最初進行測試時，TS/A細胞並未賦予抵抗第二次攻擊的保護，故而顯示出較低的免疫原性，此結論日後在其他研究中均得到證實。TS/A細胞表達內源性逆轉錄病毒的Gp70env產物，其AH1免疫優勢I類抗原決定了簇可以通過H-2Ld呈遞被細胞毒性T細胞所識別，而Gp70env抗原在大腸癌細胞系CT26等鼠類細胞系均存在着。在TS/A細胞中觀察到Ld的下調，原因可能是因為免疫編輯過程，逃避了宿主的免疫應答。TS/A細胞通過多種機制對宿主的免疫應答產生抑制作用，例如選擇性丟失T細胞和B細胞中的STAT5a/b表達，並且產生轉化生長因子β1、調節性T細胞的誘導、對自然殺傷劑的抗性，以及會產生破壞造血功能的集落刺激因子，最終導致脾腫大及白細胞增多。 
當皮下注射到BALB/c小鼠體內時，TS/A細胞引起的局部腫瘤會迅速擴散到肺部。通過靜脈內途徑注射TS/A細胞後也可能觀察到轉移，因此可以比較轉移過程早期和晚期的動力學。在培養過程可以觀察到TS/A細胞的異質性，因為它具有上皮樣和成纖維細胞樣形態，以及在培養物不依賴貼壁的生長方式。從瓊脂培養物中，TS/A細胞可以分離出兩種類型的克隆細胞，既有致瘤性及轉移性，但轉移能力明顯不同。與具低轉移性的成纖維細胞樣克隆細胞相比，高轉移性克隆出乎意料地普遍存在着。幾種鼠類乳腺癌細胞系的基因表達譜都顯示，TS/A-E1細胞（即高轉移性的克隆細胞）與高度表達封閉蛋白的簇聚在一起。有基因表達譜數據表明，封閉蛋白-3是高轉移性克隆細胞中表達最高的基因，甚至比低轉移性克隆表達高約90倍，而低轉移性的克隆細胞則過度表達着NME4和神經細胞生長抑制因子等。

### 腫瘤-宿主相互作用
TS/A細胞誘導的腫瘤具有豐富且具異質性的浸潤物，包括粒細胞及單核細胞/巨噬細胞亞群（subpopulations），而它們的相對比例在腫瘤的進展過程中發生變化。這與已知的髓樣細胞可塑性一致。幾個亞群通過多種機制，有助於在TS/A腫瘤中，維持着能夠促進腫瘤生長的微環境。M2巨噬細胞是白細胞介素-10的大規模產生者，同時也是產生調節T細胞、輔助型T細胞、嗜酸性粒細胞和嗜鹼性球的幾種趨化因子的大規模產生者。骨髓分離的抑制性細胞（MDSC）是具異質性及未成熟的CD11b+/Gr-1+群體，並且具有免疫抑制功能。目前已在TS/A模型系統中，研究了已極化的M2巨噬細胞及MDSC，以及規避促進腫瘤生長的策略，將已浸潤的細胞轉變為細胞分化程度更高的細胞。在TS/A模型中，M2腫瘤巨噬細胞的誘導是由CD20同源MS4A8A基因的表達所介導。在TS/A腫瘤中，處於低氧性腫瘤區域的極化M2巨噬細胞數量更為豐富，並且促進血管的生成。在TS/A腫瘤中，交替激活的M2腫瘤相關巨噬細胞表達着STAB1，其參與着將有害成分的吞噬過程，已經發現STAB1包含着細胞外基質骨結合素（一種腫瘤抑制劑）的可溶成分。有研究指出Stabilin-1可能通過提高SPARC的清除率，從而在TS/A模型中發揮着促進腫瘤生長的作用。
在TS/A腫瘤微環境中，其他非腫瘤細胞類型也可以起到促進腫瘤生長的作用，例如與腫瘤相關的成纖維細胞和脂肪細胞。通過腫瘤基質細胞共注射模型，在腫瘤相關的成纖維細胞中鑑定出新的候選腫瘤相關基因。微管蛋白酪氨酸連接酶是研究最多的基因，其在腫瘤相關成纖維細胞中的表達下調，促進了TS/A腫瘤的生長。TS/A細胞與脂肪細胞一起培養的話，將導致TS/A細胞中脂質含量的增加，以及肺部定植能力的提高。從脂滴釋放的游離脂肪酸是由三酸甘油脂水解酶依賴性的脂解途徑所介導的，而該途徑則被認為是潛在的治療靶標。腫瘤細胞與腫瘤相關脂肪細胞之間的代謝串擾，可能有利於上皮-間質轉化（epithelial-mesenchymal transition），並且增加腫瘤的侵襲性。
TS/A細胞像其他腫瘤細胞系般分泌着外排體，然而在腫瘤生物學中起著相反的作用。外排體可能具有一定的免疫刺激作用。因為它們攜帶的腫瘤抗原可以轉移到樹突狀細胞及細胞毒性T細胞。然而外排體主要通過抑制着自然殺傷細胞的功能及抑制骨髓樹突狀細胞進行分化，從而發揮有效的免疫抑制性抗腫瘤免疫反應。經照射的TS/A細胞所釋出的外排體顯示出分子組成的改變，並且能夠將雙鏈DNA（dsDNA）轉移到樹突狀細胞中，並且令共激分子（co-stimulatory molecules）的表達上調，以及引起STING依賴性的干擾素-1激活。

## 外部連結
- Cellosaurus entry for TS/A（页面存档备份，存于）